# ستانس (سويسرا)
ستانس (بالفرنسية: Stans)‏ هي بلدية وعاصمة لكانتون نيدفالدن في سويسرا.

## أعلام
- هانس فون مات
- ميخائيل شميد
- جورج شنايدر
- ماركوس فوغل
- أنماري فون مات